# ليونتاريون (أتيكي)
ليونتاريون (Λεοντάριον) هي مدينة في إقليم أتيكا في اليونان.